# 리차 차다
리차 차다(힌디어: ऋचा चड्ढा, 영어: Richa Chadda, 1986년 12월 18일 ~ )는 인도의 배우이다.